# Spieleratgeber-NRW
Der Spieleratgeber-NRW ist ein medienpädagogischer Online-Ratgeber für Computerspiele und neue Medien der Fachstelle für Jugendmedienkultur NRW. Er soll Eltern, Lehrern und Erziehern dabei helfen, PC-, Handy- und Konsolenspiele für Kinder und Jugendliche zu bewerten oder diese als pädagogisch sinnvoll einzustufen. Damit stellt er eine Ergänzung zu der gesetzlichen Alterskennzeichnung und dem Jugendschutz bei Computerspielen durch die Unterhaltungssoftware Selbstkontrolle (USK) und Pan European Game Information (PEGI) dar.

## Angebot
Neben der Alterseignung und -beschränkung und Eckdaten zu den Spielen sollen außerdem Schwierigkeitsgrad, der Spieltyp, Spielspaß, die Spielinhalte, Gefahren und Suchtpotenzial, Verkaufscharts sowie Hinweise für Erzieher und didaktische Aufbereitung für Eltern und Pädagogen dargestellt werden. Die Spieleinformationen werden durch Medienpädagogen zusammen mit Kindern, Jugendlichen und jungen Erwachsenen als Spieletestern zusammengetragen und z. B. in Bibliotheken oder Jugendzentren getestet. Die Datenbank bietet Informationen zu über 1400 Spielen an.
Weiterhin werden Informationen, Beratungen, Nachrichtenmeldungen, Anregungen und Hilfestellungen für die Planung von Elternabenden, Gamification-Umsetzungen, Fachtagungen, Workshops und Fortbildungen, Lehrveranstaltungen und Forschung bereitgestellt und Events zu dem Thema Computerspiele in Bildung und Erziehung veranstaltet. Des Weiteren werden Videospiele und Computerspielbegriffe und weitere Phänomene wie Streaming Media und Free-to-play für Eltern und Erzieher erklärt und gesellschaftliche und wissenschaftliche Themen in Videospielen aufgezeigt.
Ein ähnliches Angebot, welches von der Bundeszentrale für politische Bildung herausgegeben wird, ist spielbar.de.

## Geschichte und Unterstützer
Der Spieleratgeber-NRW wurde 2004 von dem Verein ComputerProjekt Köln e. V. mit Förderung des Landes Nordrhein-Westfalen in Kooperation mit Partnern aus Pädagogik, Forschung und Jugendmedienschutz eingerichtet. Das Projekt wird ebenfalls durch die Bundeszentrale für politische Bildung, die Arbeitsgemeinschaft Kinder- und Jugendschutz der Landesstelle Nordrhein-Westfalen und Spielraum Institut zur Förderung von Medienkompetenz an der Fachhochschule Köln sowie dem Ministerium für Familie, Kinder, Jugend, Kultur und Sport des Landes Nordrhein-Westfalen unterstützt.